# Nariyasu Yasuhara
Nariyasu Yasuhara (Aichi, 9 augustus 1968) is een voormalig Japans voetballer.

## Carrière
Nariyasu Yasuhara speelde tussen 1991 en 1999 voor Nagoya Grampus Eight, River Plate Montevideo en Honda.